# Himerta albifrons
Himerta albifrons là một loài tò vò trong họ Ichneumonidae.